# LETTERS (BiSHのアルバム)
『LETTERS』（レターズ）は、BiSHのメジャー3.5th（通算6作目）のオリジナルアルバム。2020年7月22日にavex traxから発売された。

## 概要
2020年5月27日に発売が告知された。当初の予定ではタイアップ曲のみを収録したシングルとして発売される予定であったが、新型コロナウイルス感染症の流行によりライブツアーが中止になったことを受け、新たに制作した新曲4曲を含む全7曲入りのアルバムに変更された。
6月12日、アルバムのアートワーク公開。CD盤の初回仕様分にはメンバーが1枚ずつ手書きした「世界に一つだけのアナザージャケット」が封入されることが発表された。6月26日、収録内容詳細が発表され、収録曲の「ロケンロー」にスカパラホーンズの参加も発表された。
7月14日、アルバム連動企画でUber Eats配達パートナーに挑戦。メンバーが東京都内でUber Eatsの配達パートナーとして働き、手紙ではなく料理を届けた。
CDは3形態で販売され、通常のCD盤にはシングルとして発表予定だった「TOMORROW」「ぶち抜け」「co」に新曲4曲を加えた7曲を収録。DVD盤、初回生産限定盤には加えて2019年に行われたワンマンツアーファイナルの「NEW HATEFUL KiND TOUR」東京・NHKホール公演のライブ映像が付属。更に初回生産限定盤Blu-rayには前述のライブCD、「TOMORROW」のミュージックビデオ、メンバーによる副音声が収録され、100Pの撮り下ろしフォトブックが付属。

## チャート成績
初週5.4万枚を売り上げ、2週間前に発売したベストアルバム『FOR LiVE -BiSH BEST-』に続き、オリコン週間アルバムランキングで2作連続1位を獲得した。

## 収録内容

### CD（LETTERS）
- 3形態共通

| #            | 曲名                         | 作詞                 | 作曲         | 編曲         | 時間  | 備考         |
| ------------ | ---------------------------- | -------------------- | ------------ | ------------ | ----- | ------------ |
| 01           | LETTERS                      | 松隈ケンタ×JxSxK     | 松隈ケンタ   | SCRAMBLES    | 3:55  | MV - YouTube |
| 02           | TOMORROW                     | 松隈ケンタ×JxSxK     | 松隈ケンタ   | SCRAMBLES    | 3:36  | MV - YouTube |
| 03           | スーパーヒーローミュージック | アユニ・D            | 松隈ケンタ   | SCRAMBLES    | 4:11  | MV - YouTube |
| 04           | ロケンロー                   | 松隈ケンタ×JxSxK     | 松隈ケンタ   | SCRAMBLES    | 4:14  |              |
| 05           | co                           | JxSxK                | 松隈ケンタ   | SCRAMBLES    | 4:38  |              |
| 06           | ぶち抜け                     | モモコグミカンパニー | 松隈ケンタ   | SCRAMBLES    | 3:24  |              |
| 07           | I'm waiting for my dawn      | セントチヒロ・チッチ | 松隈ケンタ   | SCRAMBLES    | 4:28  |              |
| 合計収録時間 | 合計収録時間                 | 合計収録時間         | 合計収録時間 | 合計収録時間 | 22:26 |              |

### LIVE CD（2枚組）
- 初回限定盤に収録
- 全国ホールツアー「NEW HATEFUL KiND TOUR」東京・NHKホール公演（2020年1月23日）

| - Disc1 1. Am I FRENZY?? 2. SMACK baby SMACK 3. デパーチャーズ 4. MORE THAN LiKE 5. I am me. 6. オーケストラ 7. DiSTANCE 8. GiANT KiLLERS 9. MONSTERS 10. CHOP 11. DEADMAN 12. 遂に死 | - Disc1 1. Am I FRENZY?? 2. SMACK baby SMACK 3. デパーチャーズ 4. MORE THAN LiKE 5. I am me. 6. オーケストラ 7. DiSTANCE 8. GiANT KiLLERS 9. MONSTERS 10. CHOP 11. DEADMAN 12. 遂に死 |  | - Disc2 1. stereo future 2. スパーク 3. KiND PEOPLE 4. My landscape 5. NON TiE-UP 6. サラバかな 7. プロミスザスター 8. BiSH-星が瞬く夜に- 9. リズム 10. beautifulさ | - Disc2 1. stereo future 2. スパーク 3. KiND PEOPLE 4. My landscape 5. NON TiE-UP 6. サラバかな 7. プロミスザスター 8. BiSH-星が瞬く夜に- 9. リズム 10. beautifulさ |

### DVD・Blu-ray
- DVD盤・初回限定盤に収録
- 全国ホールツアー「NEW HATEFUL KiND TOUR」東京・NHKホール公演（2020年1月23日）映像

| 1. Am I FRENZY?? 2. SMACK baby SMACK 3. デパーチャーズ 4. MORE THAN LiKE 5. I am me. 6. オーケストラ 7. DiSTANCE 8. GiANT KiLLERS 9. MONSTERS 10. CHOP 11. DEADMAN | 1. Am I FRENZY?? 2. SMACK baby SMACK 3. デパーチャーズ 4. MORE THAN LiKE 5. I am me. 6. オーケストラ 7. DiSTANCE 8. GiANT KiLLERS 9. MONSTERS 10. CHOP 11. DEADMAN |  | 1. 遂に死 2. stereo future 3. スパーク 4. KiND PEOPLE 5. My landscape 6. NON TiE-UP 7. サラバかな 8. プロミスザスター 9. BiSH-星が瞬く夜に- 10. リズム 11. beautifulさ | 1. 遂に死 2. stereo future 3. スパーク 4. KiND PEOPLE 5. My landscape 6. NON TiE-UP 7. サラバかな 8. プロミスザスター 9. BiSH-星が瞬く夜に- 10. リズム 11. beautifulさ |

- 「TOMORROW」ミュージックビデオ（初回限定盤のみ）
- メンバーによる副音声（初回限定盤のみ）

## タイアップ
- 「TOMORROW」 - NHK総合アニメ『キングダム』第3シリーズオープニングテーマ[8]
- 「ぶち抜け」 - テレビ東京系ドラマ『浦安鉄筋家族』エンディングテーマ[9]
- 「co」 - リアル脱出ゲーム 全国夜の遊園地シリーズ「夜のゾンビ遊園地からの脱出」テーマソング[10]

## 参加メンバー
- BiSH
  - アイナ・ジ・エンド - ボーカル
  - セントチヒロ・チッチ - ボーカル、作詞（#07）
  - モモコグミカンパニー - ボーカル、作詞（#06）
  - ハシヤスメ・アツコ - ボーカル
  - リンリン - ボーカル
  - アユニ・D - ボーカル、作詞（#03）
- 東京スカパラダイスオーケストラ スカパラホーンズ - ホーンセクション（#04）
  - NARGO - トランペット
  - 北原 雅彦 - トロンボーン
  - GAMO - テナーサックス
  - 谷中敦 - バリトンサックス

## ライブ映像作品
| 曲名                         | 作品名              |
| ---------------------------- | ------------------- |
| LETTERS                      | TOKYO BiSH SHiNE6   |
| LETTERS                      | REBOOT BiSH         |
| LETTERS                      | FROM DUSK TiLL DAWN |
| TOMORROW                     | TOKYO BiSH SHiNE6   |
| TOMORROW                     | REBOOT BiSH         |
| TOMORROW                     | FROM DUSK TiLL DAWN |
| スーパーヒーローミュージック | TOKYO BiSH SHiNE6   |
| スーパーヒーローミュージック | FROM DUSK TiLL DAWN |
| ロケンロー                   | TOKYO BiSH SHiNE6   |
| ロケンロー                   | FROM DUSK TiLL DAWN |
| co                           | TOKYO BiSH SHiNE6   |
| co                           | FROM DUSK TiLL DAWN |
| ぶち抜け                     | TOKYO BiSH SHiNE6   |
| ぶち抜け                     | FROM DUSK TiLL DAWN |
| I'm waiting for my dawn      | TOKYO BiSH SHiNE6   |
| I'm waiting for my dawn      | REBOOT BiSH         |
| I'm waiting for my dawn      | FROM DUSK TiLL DAWN |